# Tour bleu de Hongrie
Le Tour bleu de Hongrie (en hongrois : Országos Kékkör) est un sentier de grande randonnée faisant le tour du pays. Avec 2 550 km de longueur, il est composé du Sentier bleu de Hongrie, du Sentier bleu Pál Rockenbauer de Transdanubie et du Sentier bleu de l'Alföld.

## Description
Le Tour bleu de Hongrie est un sentier de randonnée continu situé en Hongrie qui comprend trois sentiers de randonnée indépendants (en même temps des activités de randonnée générant des badges), le  Sentier bleu de Hongrie, du Sentier bleu Pál Rockenbauer de Transdanubie et du Sentier bleu de l'Alföld. Sa longueur est d'environ 2 550 km.
En 2015, le Tour bleu a été parcouru par 231 personnes, le Sentier bleu Pál Rockenbauer de Transdanubie par 112 personnes et le  Sentier bleu de l'Alföld par 56 personnes (dans le cas des deux premiers, il s'agit du plus grand nombre jamais enregistré, alors qu'en dans le cas de ce dernier, l'année record jusqu'à présent a été 2012 avec 79 personnes),

## Histoire
Entre 2013 et 2015, le Tour bleu a été renouvelé grâce à un projet d'un coût de près de 3 milliards de forints, financé principalement par l'Union européenne dans le cadre de huit appels d'offres différents. Ils ont numérisé le sentier ; de nouveaux scellés et boîtes à scellés, des panneaux et des panneaux d'information ont été installés ; ainsi que des belvédères, des aires de repos et des maisons de tourisme ont été rénovés.

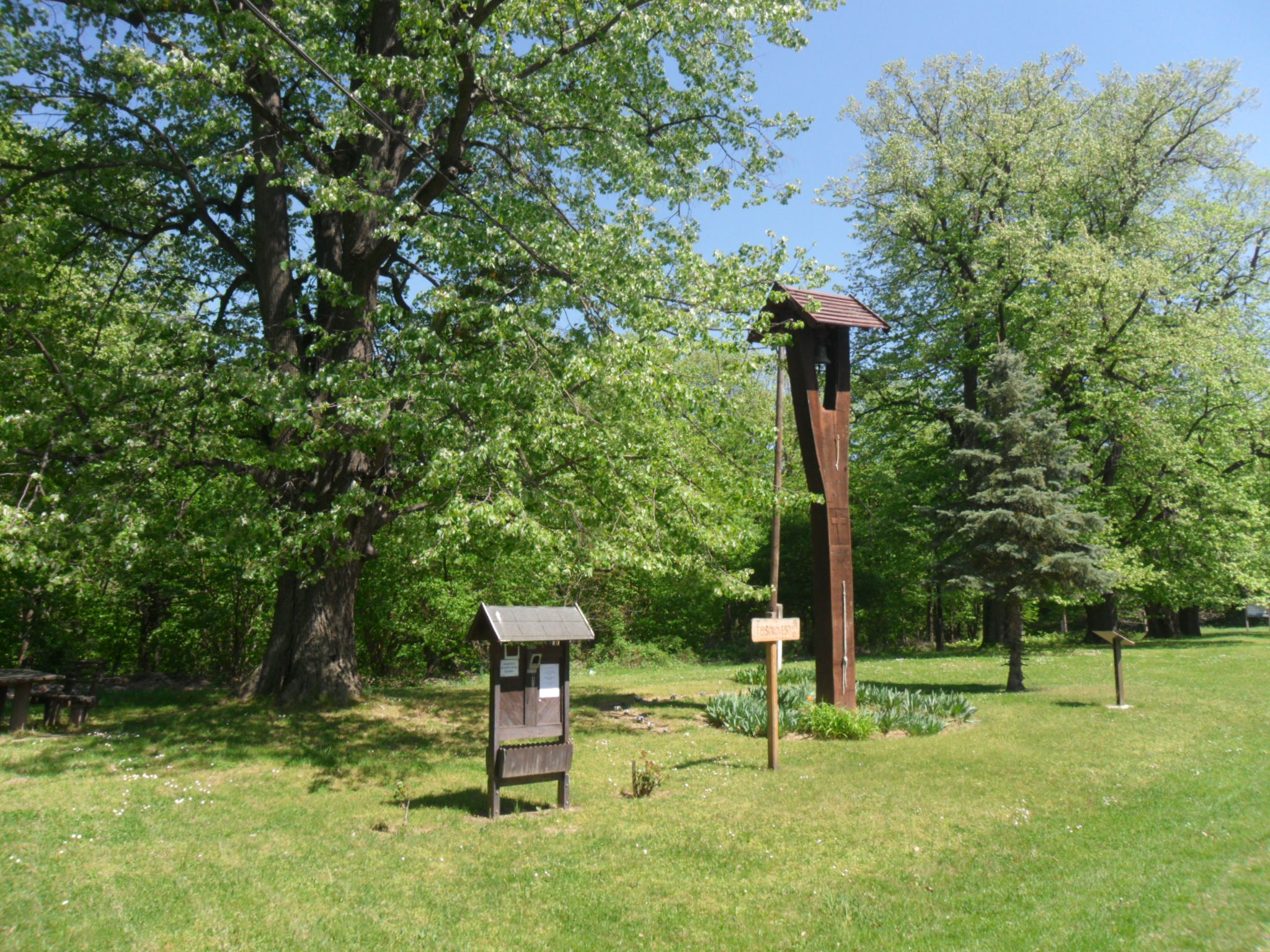
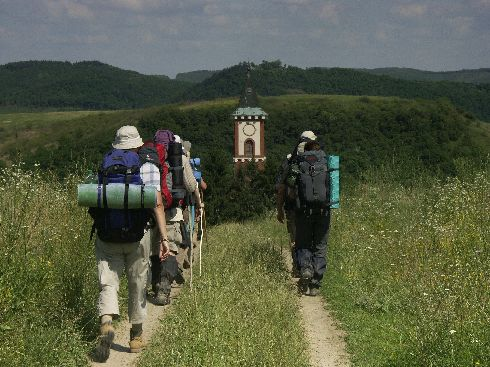
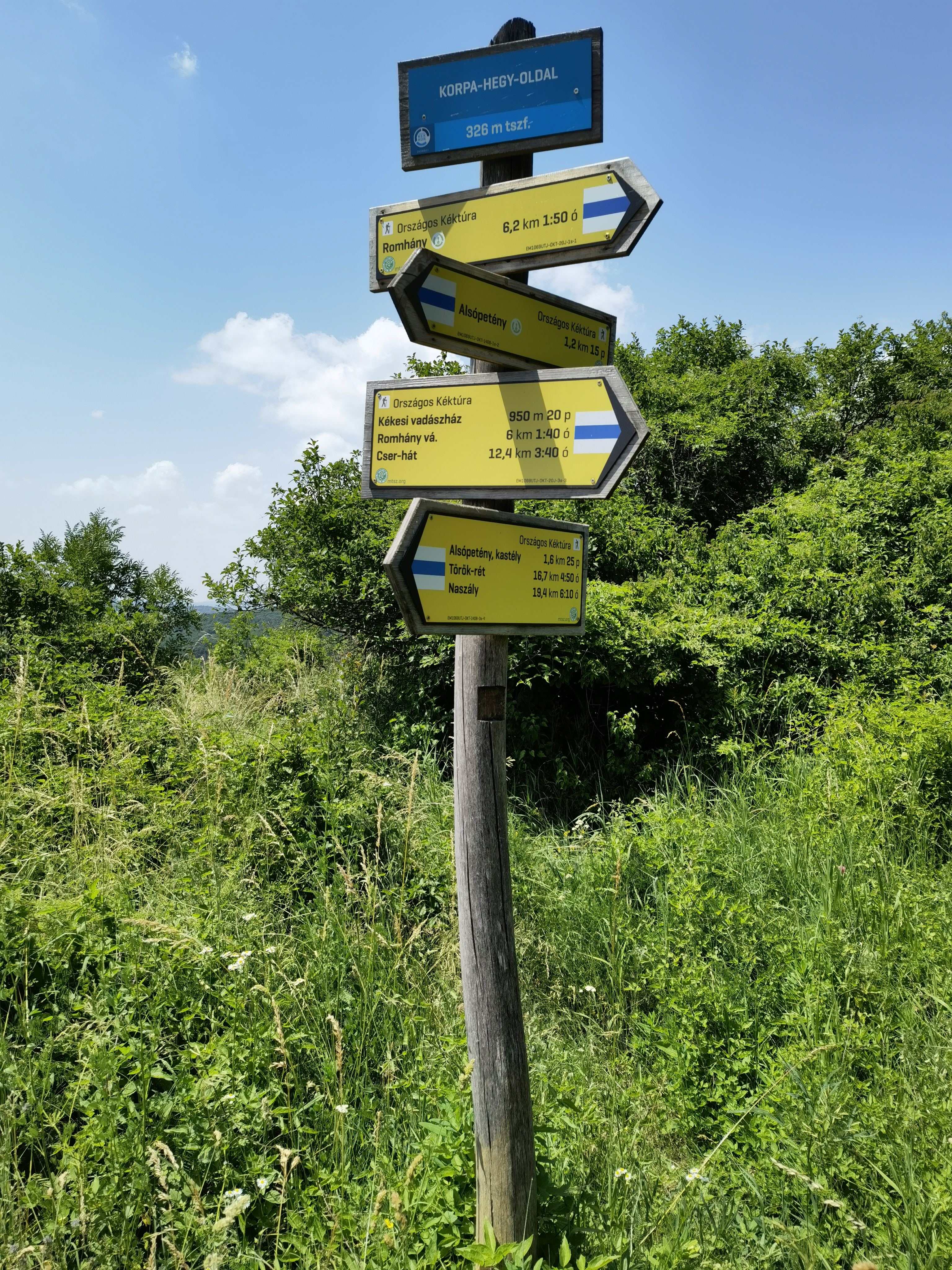